# The Little Panda Fighter
Pour plus de détails, voir Fiche technique et Distribution.
The Little Panda Fighter est un film d'animation brésilien de Vídeo Brinquedo sorti en 2008. Il s'agit d'une copie du film Kung Fu Panda de DreamWorks Animation. Dans cette version Pancada, le Panda Bear, rêve d'être un grand danseur, mais plusieurs quiproquos finissent par le transformer en un super combattant.

## Synopsis
Dans une ville habitée par des ours anthropomorphes, un panda géant nommé Pancada travaille dans un club de boxe appelé Bear Bar Box. Il rêve de devenir un jour danseur professionnel et est amoureux d'une serveuse ours brun nommée Honey. Son patron, un ours polaire nommé Polaris, doit combattre un gros ours brun nommé Freak Teddy. Pancada rend visite à son professeur de danse, un petit ours brun nommé Maître Jin, qui lui apprend la loyauté. Le lendemain, Polaris a trouvé un costume noir et dit à Pancada de le laver pour lui. Le costume rétrécit au lavage, Polaris le met mais le costume devenu trop petit se troue et lui donne l'apparence d'un panda. Alors que Polaris commence le combat avec Freak Teddy, Pancada se rend à un concours de danse, où il finit par gagner.

Polaris remporte le match contre Freak Teddy, et à cause de son apparence de panda, les patrons du club félicitent à tort Pancada d'être un combattant puissant. Pancada, ayant remporté le concours de danse, croit à tort qu'il est félicité pour ses talents de danseur. Après quelques mots de sagesse de Maître Jin, Pancada lui-même entre sur le ring pour combattre Freak Teddy et perd. Après le combat, Polaris informe Pancada qu'il avait parié que ce dernier perdrait le combat, et par conséquent, il devient riche. Après que Polaris se soit retiré dans les montagnes glacées, Pancada transforme le club de boxe en club de danse.